# Chroicocephalus scopulinus

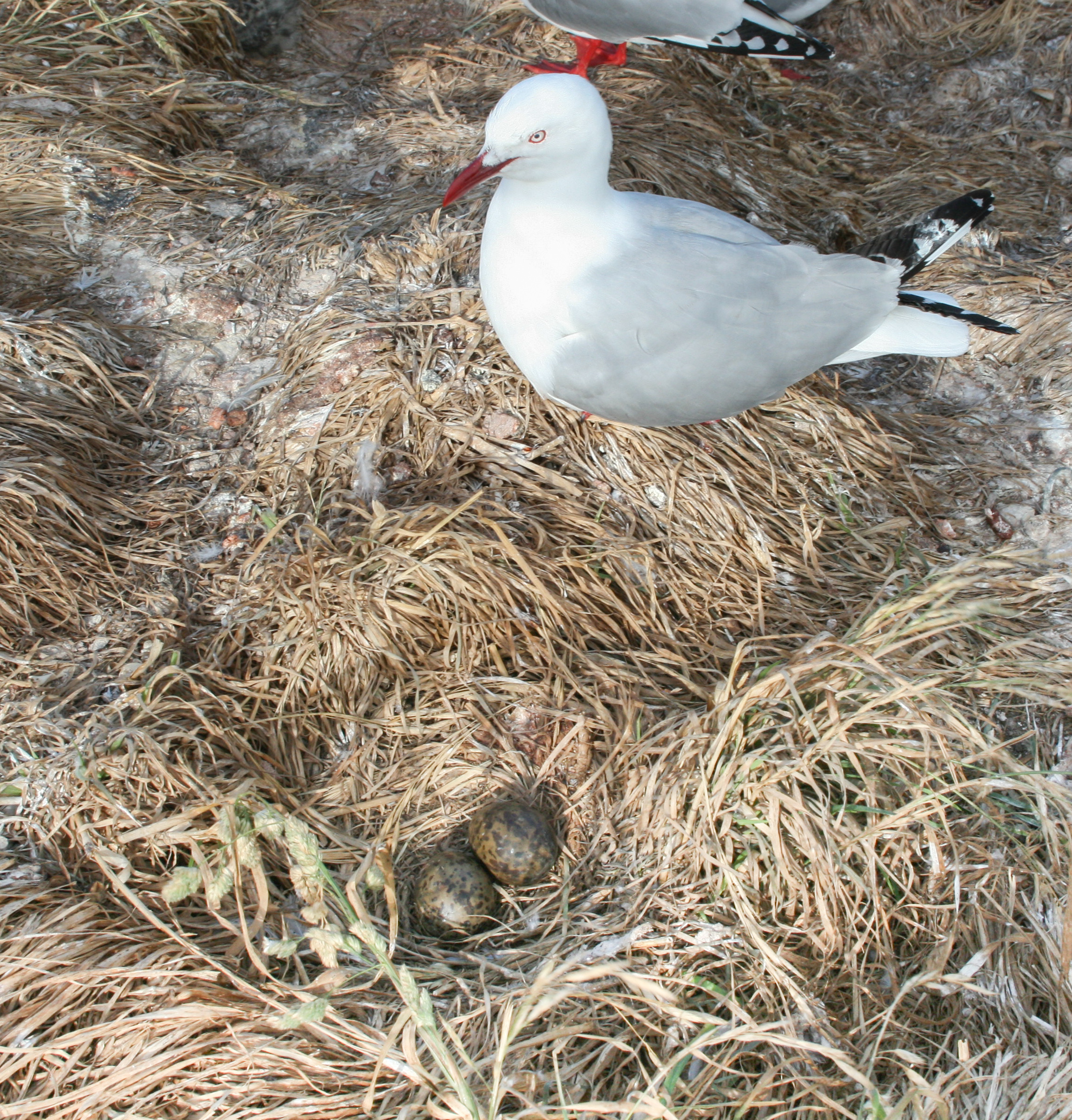
Ejemplar con sus huevos.

La gaviota plateada neozelandesa o gaviota pico rojo (Chroicocephalus scopulinus), es una especie de ave charadriforme de la familia Laridae nativa de Nueva Zelanda, puede ser encontrada en todo el país y en las islas periféricas incluyendo las Islas Chatham y las islas subantárticas. El nombre maorí para esta especie es Tarapunga o Akiaki.

## Descripción

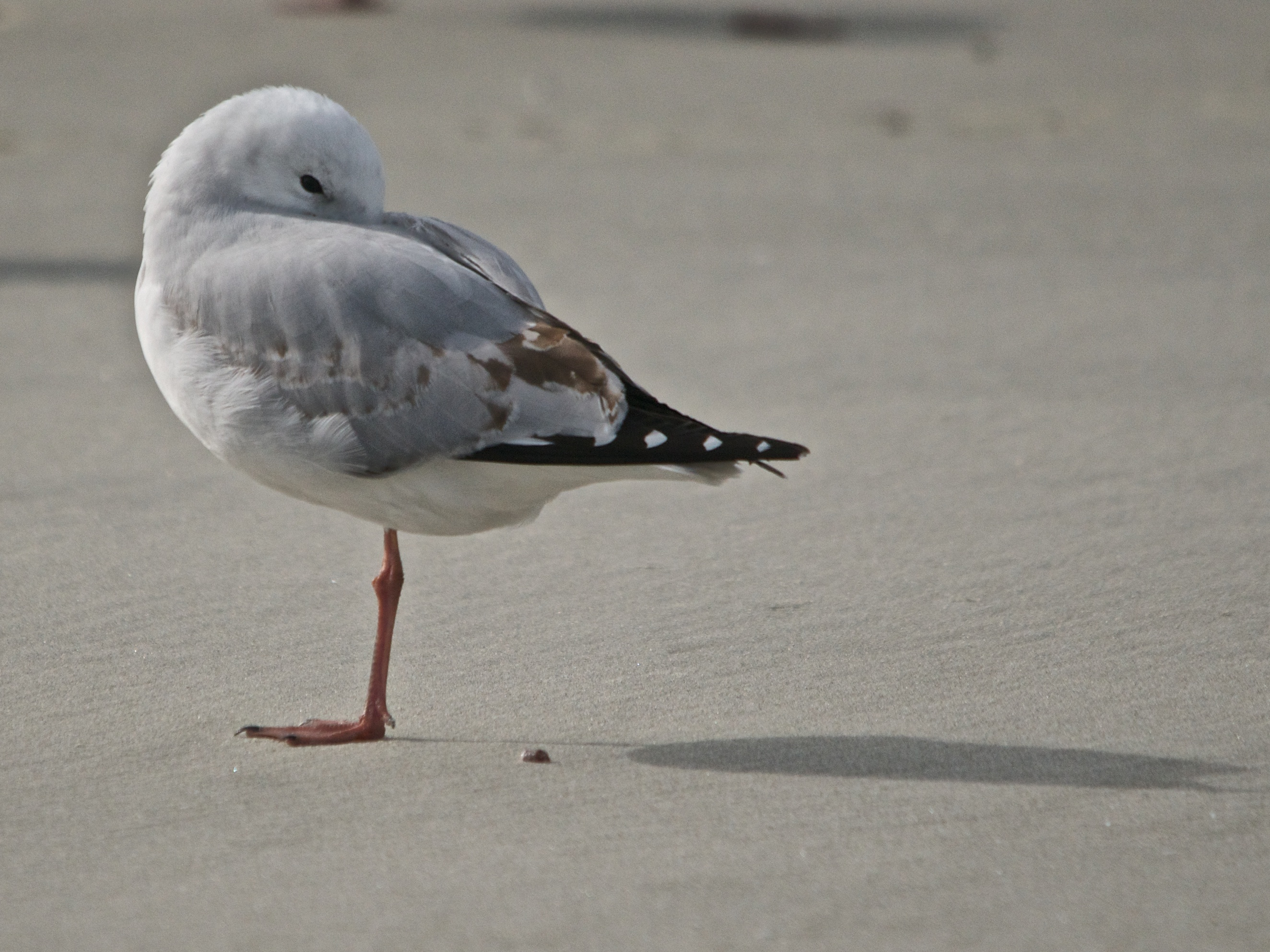
Gaviota Pico Rojo

Es una gaviota de tamaño pequeño con el pico, el anillo ocular y las patas de color rojo, las alas de color gris pálido con las puntas negras. El resto del cuerpo y la cola son de color blanco. No hay prácticamente ninguna diferencia visual entre los machos y las hembras. Las aves juveniles tienen el pico de color marrón oscuro, con toques rojos, lo cual dificulta distinguirla de la gaviota maorí. Las patas también son de color marrón y tiene manchas marrones en las alas.

## Distribución
Es la gaviota más pequeña comúnmente vista en Nueva Zelanda, una investigación reciente estima una población de medio millón de aves en el país. Hasta hace poco se consideraba una subespecie de la gaviota plateada (Larus novaehollandiae) nativa de Australia, ya que las dos especies son muy similares en apariencia. Sin embargo, las investigaciones más recientes sugieren que no están particularmente muy relacionadas.

## Comportamiento
Conductualmente, su comportamiento es similar a las otras gaviotas de la familia Laridae. Es un carroñero y cleptoparasito agresivo. Desde la colonización europea sus números han aumentado, especialmente alrededor de las ciudades y pueblos costeros, en las que puede carroñar residuos urbanos. Normalmente se alimenta de pequeños peces, crustáceos y gusanos, y a veces de bayas, lagartijas e insectos.

## Ciclo de vida
Anidan entre octubre y diciembre en colonias costeras, ya sea en islas o promontorios rocosos, acantilados y playas. Las aves forman parejas que perduran a través de la temporada de anidación. Los nidos están bien formados y pueden estar hechos de algas, hierbas, hojas y plantas. Generalmente las hembras ponen de dos a tres huevos, su color varía desde el marrón al gris con manchas marrones. Generalmente viven hasta los 14 años, aunque también pueden llegar a vivir hasta 27 años.